# Les Soldats de l'aube
 (janvier 2018).
Les Soldats de l'aube est un roman policier de Deon Meyer, paru en 1998 en Afrique du Sud sous le titre Orion, et publié en 2000 en anglais sous le titre Dead at daybreak.
Il est traduit en français par Robert Pépin et publié en 2003. Il constitue un des romans les plus connus du pionnier du polar sud-africain. Dans ce thriller, l'auteur réunit l'histoire et la politique, à savoir celles de l'Afrique du Sud en Angola.

## Résumé
Zatopek 'Zet' van Heerden est un détective privé. Il est chargé par l'avocate Hope Beneke de retrouver en moins de 7 jours un testament léguant à la veuve Wilna van As la fortune de son mari Johannes Jacobus Smit, un riche antiquaire torturé à leur domicile et assassiné après l'ouverture de son coffre-fort.
L'intrigue se déroule de manière alternée entre les chapitres écrits à la troisième personne et décrivant la délicate enquête, et ceux écrits à la première personne et détaillant l'histoire de la vie personnelle de Zet van Heerden. Ce dernier s'apparente à un redresseur de torts qui nous fait comprendre que nul ne détient une unique vérité, et que la cohabitation avec d'anciens ennemis est difficile.
En parallèle, le lecteur découvre la vie de Thobela Mpayipheli, un membre de Umkhonto we Sizwe — le bras armé du Congrès national africain — envoyé dans les anciennes Union Soviétique et Allemagne de l'Est pour y être formé comme mercenaire.

## Citations
Dans un dialogue entre Zet (van Heerden) et Hope (Beneke), une phrase résume les oscillations entre bien et mal dans lesquelles le héros promène culpabilité et expiation :
« Ma mère est une artiste. Ces tableaux sont d'elle, reprit-il en lui montrant le mur. Ce sont de magnifiques créations. Elle regarde le monde et le rend plus beau sur ses toiles. Pour moi, c'est la façon qu'elle a trouvée de se distancier du mal que nous avons tous en nous. »
— Deon Meyer, en page 211 de l'édition française

## Éditions françaises
Édition en grand format
- Deon Meyer (trad. de l'anglais par Robert Pépin), Les Soldats de l'aube [« Day at Daybreak »], Paris, Éditions du Seuil, coll. « Seuil policiers », 15 mai 2003, 448 p. (ISBN 2-02-048882-5, BNF 38956383)

Édition au format de poche
- Deon Meyer (trad. de l'anglais par Robert Pépin), Les Soldats de l'aube [« Day at Daybreak »], Paris, Éditions du Seuil, coll. « Points policier » (no 1159), 14 janvier 2004, 519 p. (ISBN 2-02-063124-5, BNF 39122193)

Livre audio
- Deon Meyer (trad. de l'anglais par Robert Pépin), Les Soldats de l'aube [« Day at Daybreak »], Paris, Livraphone, coll. « Policier », 8 octobre 2004 (EAN 3358950000678, BNF 40104012)Texte intégral ; narrateur : Éric Herson-Macarel ; support : 2 disques compacts MP3 ; durée : 12 h 30 min ; référence éditeur : Livraphone LIV 433M.

## Distinctions
- Grand prix de littérature policière 2003[7]
- Prix Mystère de la critique 2004[8],[9].